# Vranovská Ves
Vranovská Ves (německy Frainersdorf) je obec v okrese Znojmo v Jihomoravském kraji. Žije zde 292 obyvatel.

## Geografie
Obec je rozložena přímo u silnice vedoucí ze Znojma (směr Vídeň) do Jihlavy (směr Praha). Tato trasa je taky známá pod názvem císařská silnice, která spojovala hlavní tah mezi Vídní a Prahou. Skládá se ze dvou částí, jimiž jsou vlastní Vranovská Ves a osada Hostěrádky. Obec se nachází v těsném sousedství přírodního parku Jevišovka, jehož součástí je i Jevišovická přehrada, která je nejstarší přehradou ve střední Evropě. V parku je též známý rybník Jankovec.

## Historie
První písemná zmínka o místní části Hostěrádky je z roku 1360, samotná Vranovská Ves byla ale založena až roku 1662. V roce 1750 byla vybudována císařská cesta Znojmo–Praha a roku 1753 byl zahájen poštovní provoz. Vlastní pošta byla ve Vranovské Vsi založena o dva roky později. Roku 1804 byla postavena kaple sv. Stanislava.
Až do roku 1806 byla Vranovská Ves (Frainersdorf) přiškolena k Pavlicím (Paulitz). V roce 1806 obec, sestávající z 24 stavení, zřídila první samostatnou školu s vyučovacím německým jazykem. Jako první známý učitel je uváděn Michael Obermann (1825–1864), do roku 1879 se zde vystřídalo šest učitelů, v letech 1879–1904 zde působil Ferdinand Oberhauer, po něm nastoupil v roce 1904 Franz Marek. Nevyhovující školní podmínky obec vyřešila v roce 1857 koupí nové školní budovy, do které se žáci po adaptaci přestěhovali ve školním roce 1891/92. Na přestavbu dvojtřídní školní budovy přispěl Německý školský spolek (Deutscher Schulverein) 5 000 korunami. Žáků přibývalo a v roce 1908 musela být jedna třída nouzově vyučována v privátním domě. Obecní žádosti o novou stavbu školní budovy c. k. ministerstvo školství 10. září 1908 vyhovělo. V roce 1910 započala obec se stavbou, Německý školský spolek přispěl na stavbu 6 000 korunami a 22. října 1911 se konalo slavnostní posvěcení nové trojtřídní školy. Další přestavba školy následovala v roce 1936.

## Obyvatelstvo
| Rok            | 1869 | 1880 | 1890 | 1900 | 1910 | 1921 | 1930 | 1950 | 1961 | 1970 | 1980 | 1991 | 2001 | 2011 | 2021 |
| -------------- | ---- | ---- | ---- | ---- | ---- | ---- | ---- | ---- | ---- | ---- | ---- | ---- | ---- | ---- | ---- |
| Počet obyvatel | 563  | 572  | 543  | 641  | 752  | 607  | 542  | 361  | 396  | 320  | 289  | 253  | 252  | 247  | 264  |
| Počet domů     | 95   | 95   | 94   | 102  | 119  | 118  | 125  | 122  | 101  | 95   | 82   | 83   | 108  | 112  | 114  |

## Obecní správa

### Obecní symboly
Znak a vlajka byly obci uděleny rozhodnutím předsedy Poslanecké sněmovny Parlamentu České republiky dne 14. března 2002.

## Hospodářství
V obci se nachází hotel a u odpočívadla je motorest Ham-Ham. V roce 2010 byla na přilehlých pozemcích vystavěna velká fotovoltaická elektrárna.

## Pamětihodnosti
- Barokní zájezdní hostinec vybudovaný rodem Althanů kolem poloviny 18. století[11]
- Kaple svatého Stanislava
- Milník na břehu rybníka

## Galerie

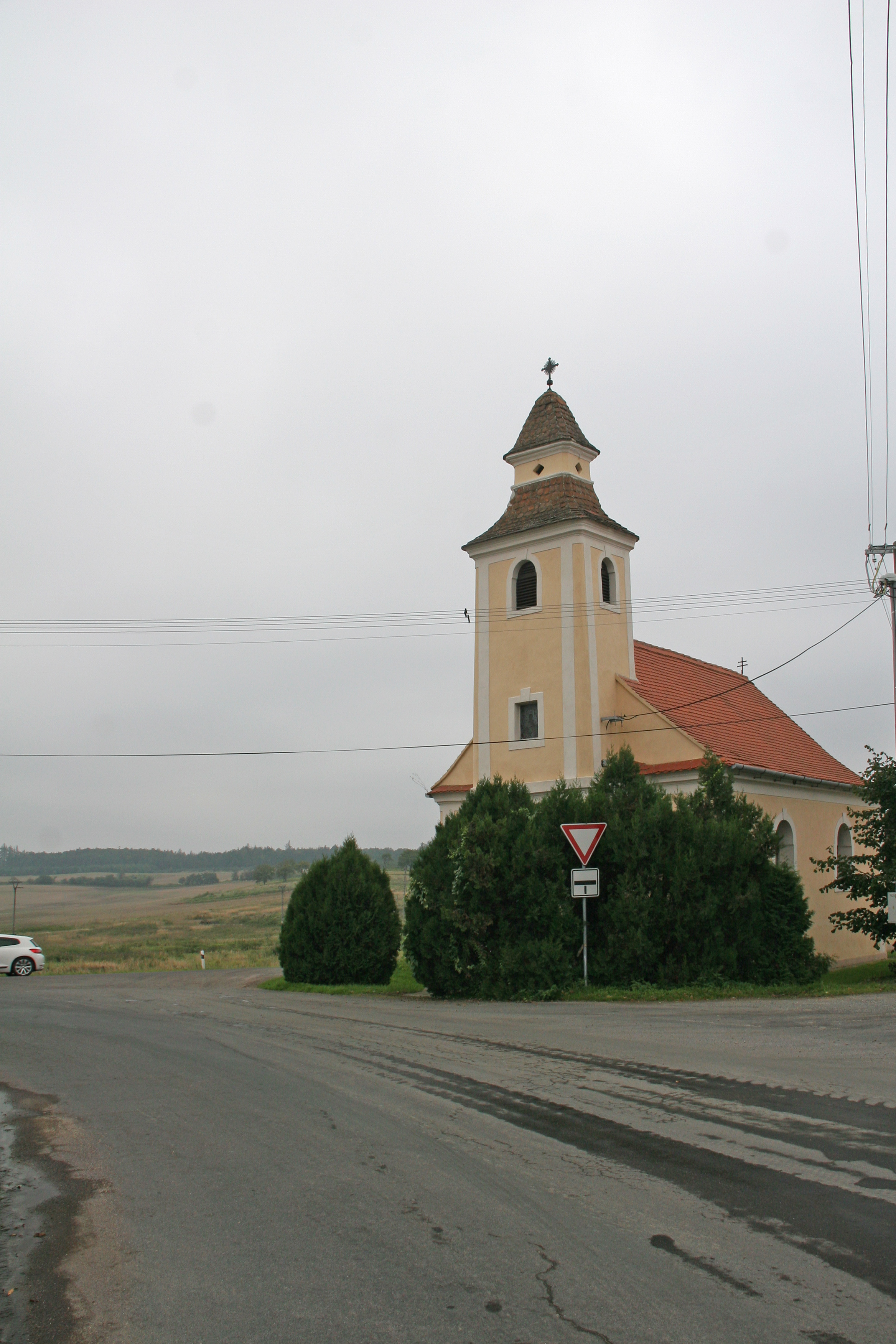
Kaple svatého Stanislava
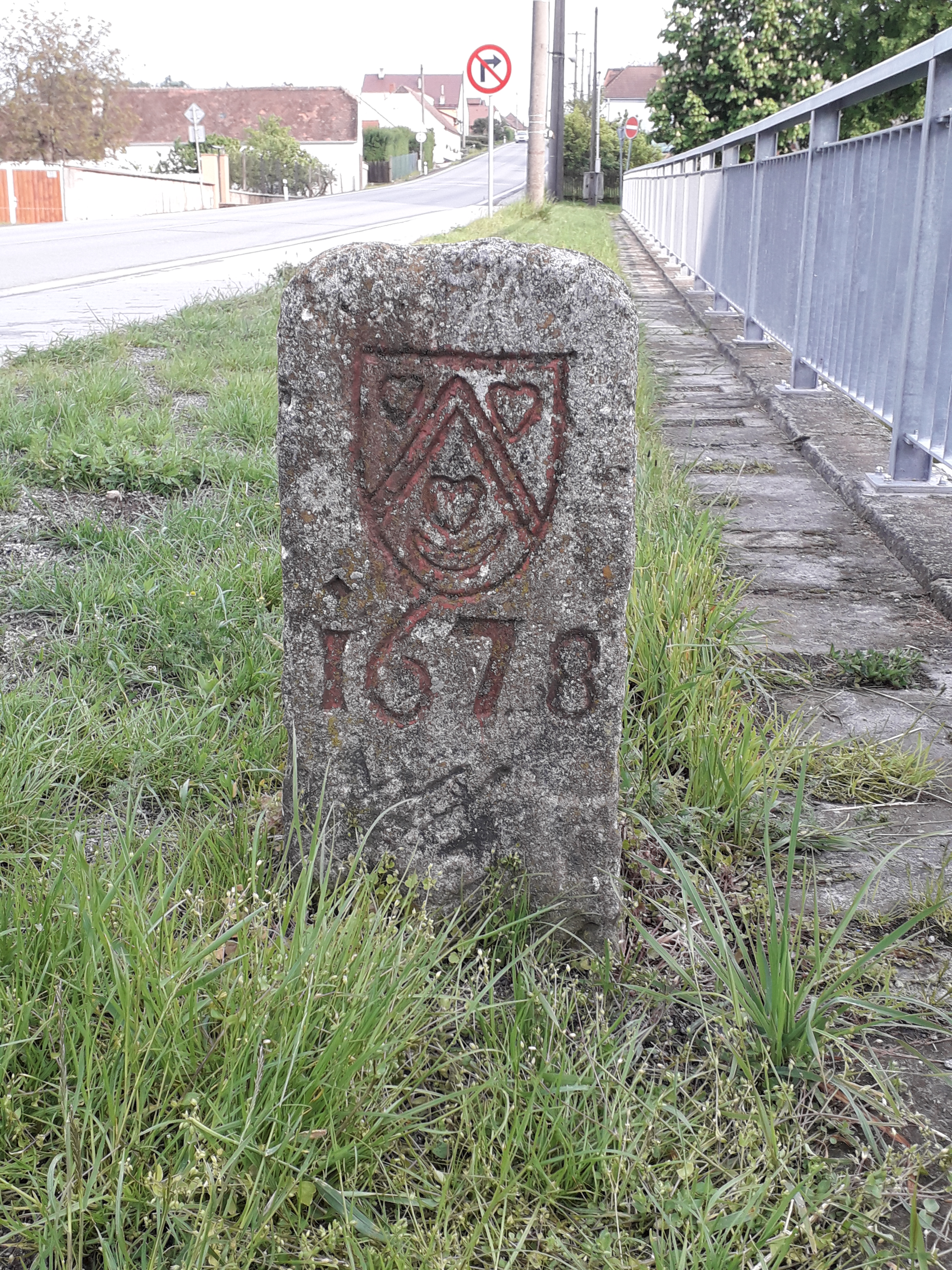
Památkově chráněný milník
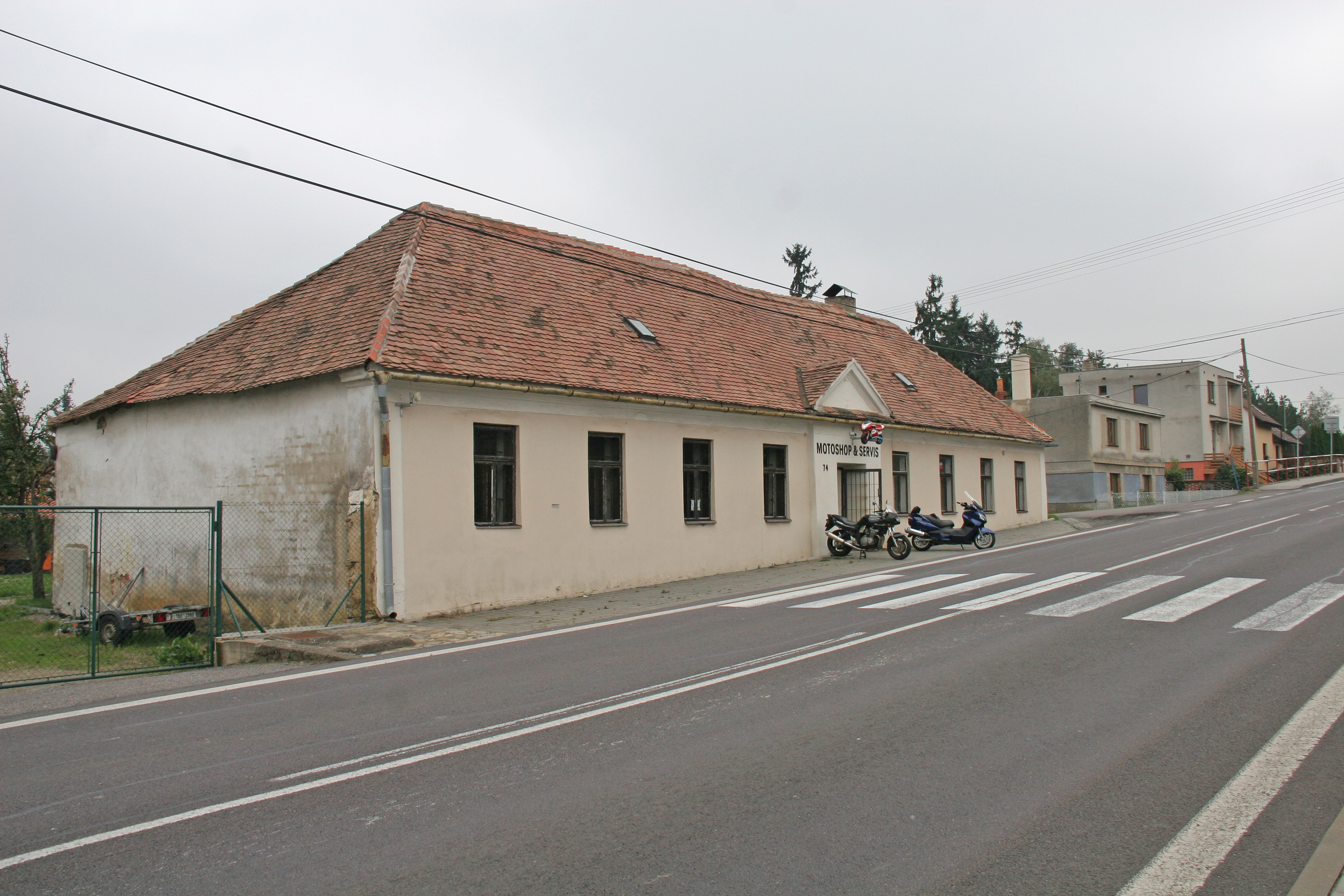
Motoshop
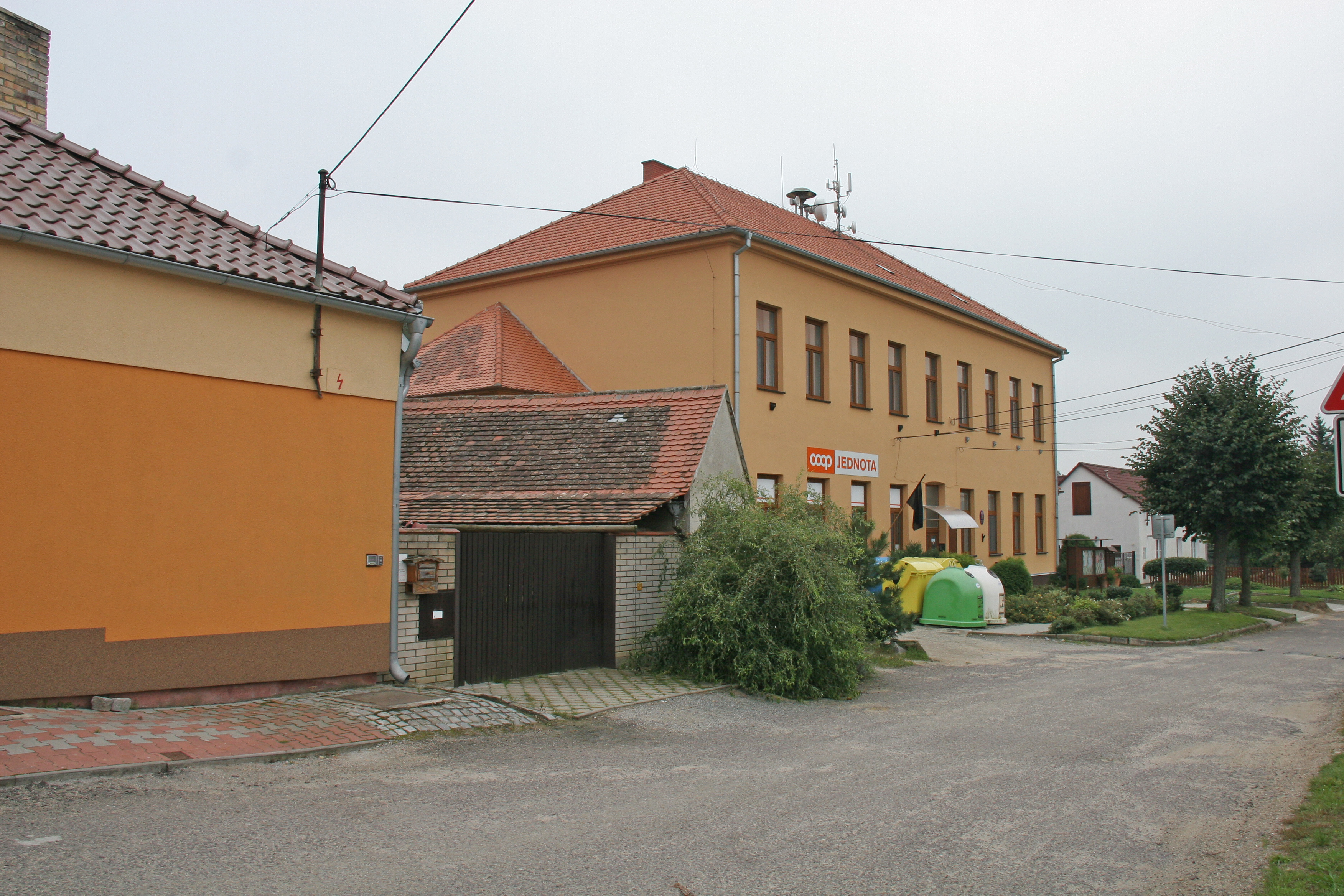
Obecní úřad